# Hestrud
Hestrud ist eine französische Gemeinde im Département Nord in der Region Hauts-de-France. Sie gehört zum Arrondissement Avesnes-sur-Helpe, zum Kanton Fourmies und zum Gemeindeverband Cœur de l’Avesnois.

## Geografie
Die Gemeinde Hestrud liegt im Regionalen Naturpark Avesnois an der Grenze zu Belgien, 19 Kilometer südöstlich von Maubeuge. Umgeben wird Hestrud von den Nachbargemeinden Cousolre im Norden, Sivry-Rance (Belgien) im Osten, Beaurieux im Süden, Solre-le-Château im Südwesten sowie Bérelles im Westen. Die ehemalige Route nationale 362 führt durch Hestrud.

## Bevölkerungsentwicklung
| Jahr                       | 1962 | 1968 | 1975 | 1982 | 1990 | 1999 | 2006 | 2014 | 2020 |
| Einwohner                  | 318  | 291  | 257  | 290  | 261  | 275  | 247  | 299  | 295  |
| Quellen: Cassini und INSEE |      |      |      |      |      |      |      |      |      |

## Sehenswürdigkeiten

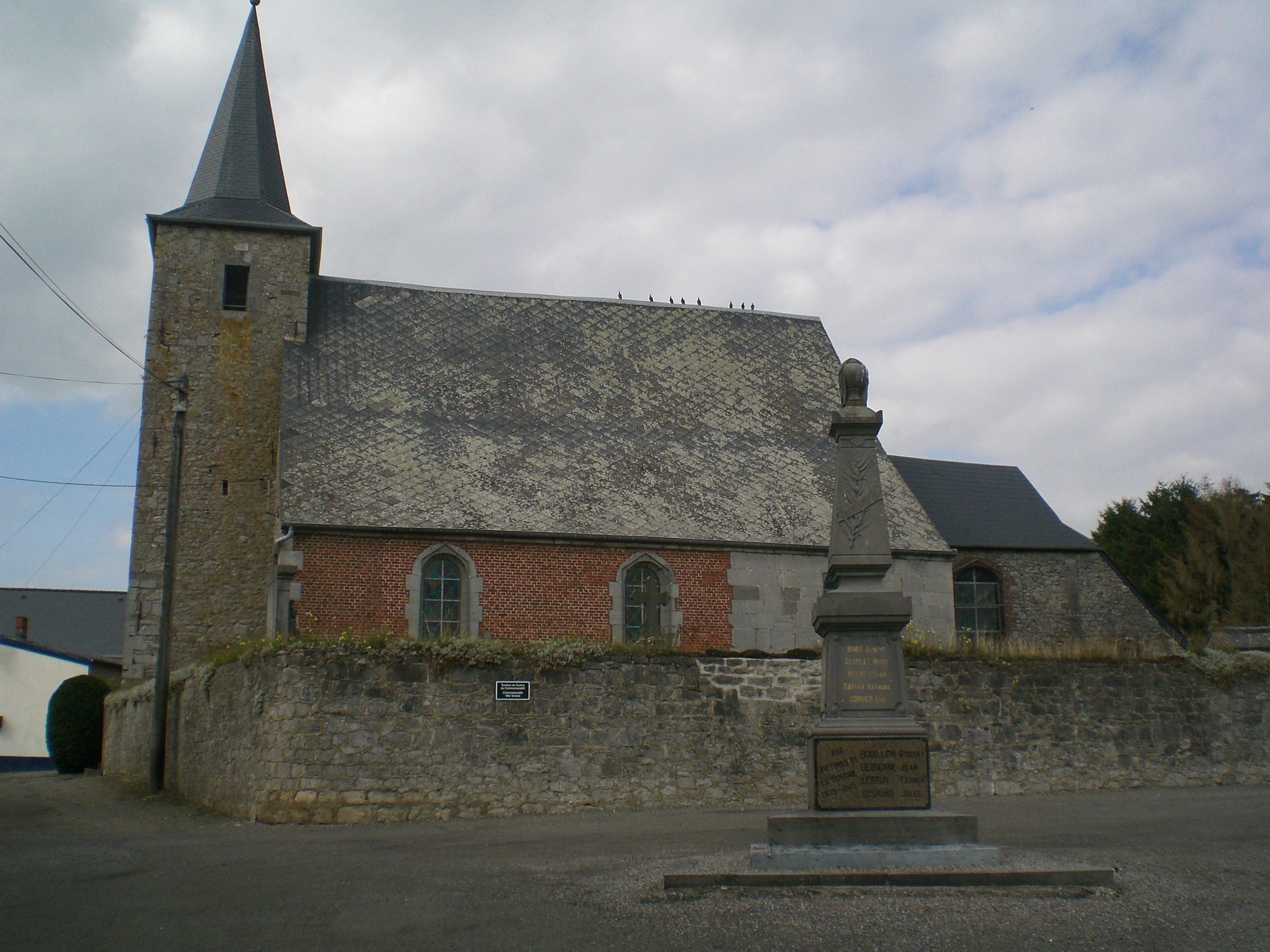
Kirche Saint-Romain
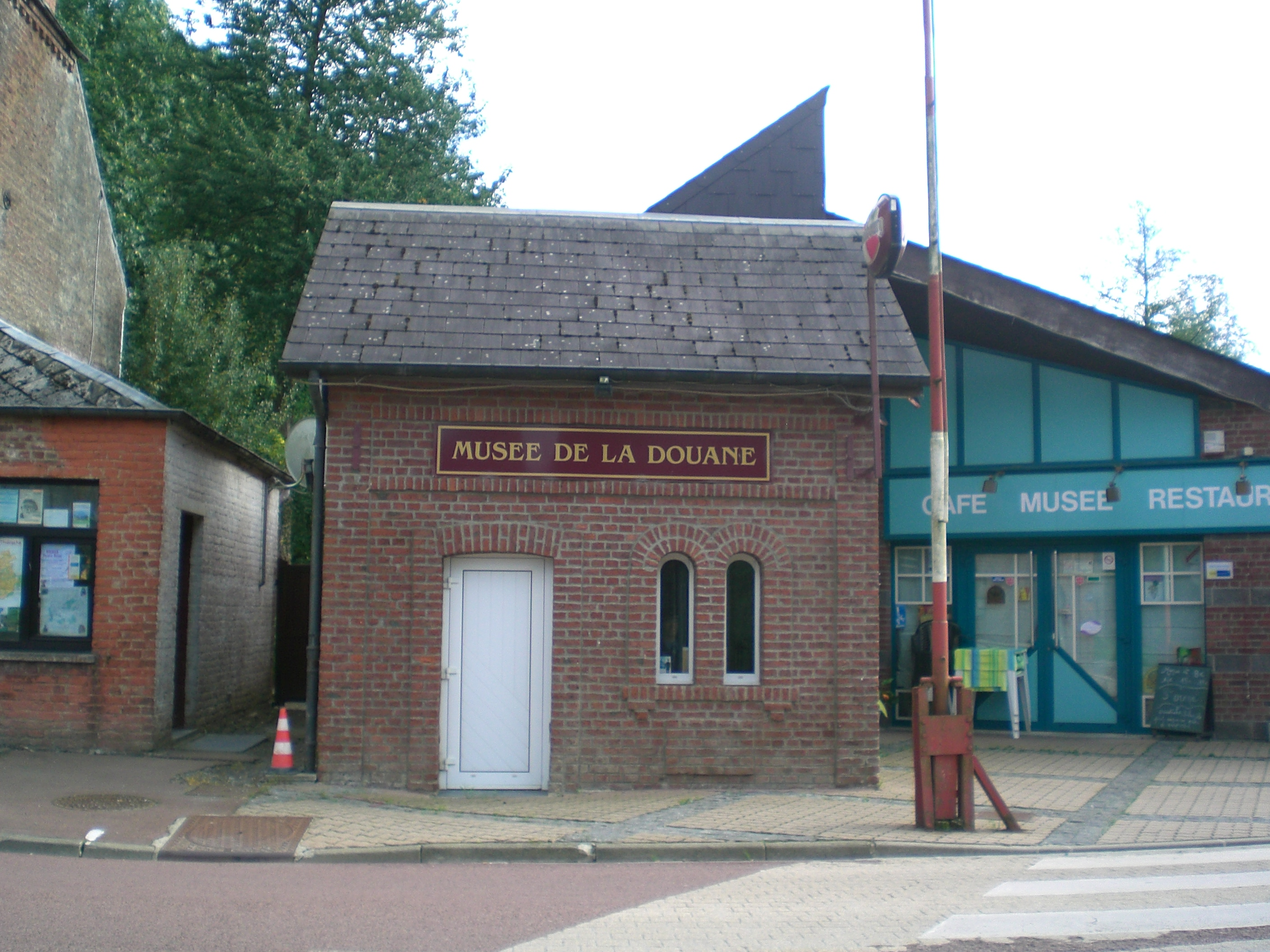
Zollmuseum

- Kirche Saint-Romain
- Zollmuseum